# Ca' Fornera
Ca' Fornera is een plaats (frazione) in de Italiaanse gemeente Jesolo.